# Pawłów (Busko)
Pour les articles homonymes, voir Pawłów.
Pawłów est une localité polonaise de la gmina de Nowy Korczyn, située dans le powiat de Busko en voïvodie de Sainte-Croix.